# Eustroma macdunnoughi
Eustroma macdunnoughi là một loài bướm đêm trong họ Geometridae.